# Astronomitscheski Jeschegodnik
Der Astronomitscheski Jeschegodnik (russisch Астрономический ежегодник, wiss. Transliteration Astronomičeskij ežegodnik) ist das offizielle astronomische Jahrbuch in Russland.

## Geschichte
Der Astronomitscheski Jeschegodnik wird seit 1921 (für das Jahr 1922) vom Institut für angewandte Astronomie der Russischen Akademie der Wissenschaften herausgegeben. Er erscheint unter ISSN 0373-3343.
Im Jahr 2004 erschien ein Explanatory Supplement, welches die verwendeten Algorithmen und Theorien erläutert. 
Seit 2007 enthält der Jeschegodnik neben den klassischen Ephemeriden auch Ephemeriden gemäß dem International Celestial Reference System.

## Inhalt
Der Jeschegodnik enthält die Ephemeriden von Sonne, Mond, Planeten und Fixsternen mit maximaler Genauigkeit, in Übereinstimmung mit den Festlegungen der Internationalen Astronomischen Union (IAU). Für die Berechnung der Sternörter wurde der Fundamentalkatalog FK6 verwendet sowie wenn nötig der Hipparcos-Katalog.
Außerdem sind Angaben zu zahlreichen astronomischen Phänomenen enthalten, beispielsweise zu Mondphasen, Planetenkonstellationen und -bedeckungen, Auf- und Untergängen von Sonne und Mond, Sonnen- und Mondfinsternissen, Merkur- und Venustransits usw.